# 504
El 504 (DIV) fou un any de traspàs començat en dijous del calendari julià.

## Esdeveniments
Imperi Romà d'Orient
- Guerra romano-persa: l'emperador Anastasi I reprèn la iniciativa a Armènia amb una nova circumval·lació d'Amida.[1]